# Tella (Algeria)
Tella è un comune dell'Algeria, situato nella provincia di Sétif.